# Escuelas Públicas de Chelsea
Las Escuelas Públicas de Chelsea (Chelsea Public Schools) es un distrito escolar de Massachusetts. Tiene su sede en Chelsea.
En 2014 muchos nuevos inmigrantes estudiantes inscribieron. Muchos eran de El Salvador, Guatemala y Honduras, y eran inmigrantes irregulares.

## Escuelas
- Escuela Superior de Chelsea (Chelsea High School)[3]
- Escuelas medias:[4]
  - Joseph A. Browne
  - Clarke Avenue
  - Eugene Wright
- Escuelas elementales:[5]
  - William A. Berkowitz
  - Edgar F. Hooks
  - George F. Kelly
  - Frank M. Sokolowski
- Centro de Educación Preescolar John Silber[6]